# Paratoxopoda depilis
Paratoxopoda depilis är en tvåvingeart som först beskrevs av Walker 1849.  Paratoxopoda depilis ingår i släktet Paratoxopoda och familjen svängflugor. Inga underarter finns listade i Catalogue of Life.